# Мянник, Регина Константиновна
Реги́на Константи́новна Мя́нник (в девичестве Резепова) (родилась 3 июня 1971, Москва, СССР) — российская актриса театра и кино. Журналист.

## Биография
Родилась 3 июня 1971 года в Москве. С детства мечтала стать актрисой, но родители были против.
Ещё студенткой факультета журналистики получила приглашение от монополиста шоу- бизнеса 90-х годов — Сергея Федоровича Лисовского возглавить пресс-службу «ЛИС’С», и с декабря 1991 года по декабрь 1998 работала руководителем пресс-службы фирмы «ЛИС’С» и «Премьер СВ».
В 1994 году окончила Московский государственный университет (МГУ) по специальности журналист. До 27 лет занимала должность руководителя пресс-службы на музыкальном канале «Муз-ТВ» .
С января 1997 года по декабрь 1998 год работала на радио «Станция», вела свою авторскую передачу «Сублимация личности» .
С 1991 по 1994 была журналистом на канале «2х2» в программе «Афиша».
С 1997 года по 2000 год училась в очной аспирантуре факультета журналистики МГУ на кафедре экономической журналистики и рекламы . Тема диссертации : « Средства PR ,синтезированные с формированием лексических и семантических неологизмов в лексиконе современных политиков и их поливариантность  воздействия на электорат» .  Основано на анализе предвыборной президентской компании Б.Ельцина «Голосуй или проиграешь» , подготовленную фирмой «ЛИС’С» и «ПРЕМЬЕР СВ» , где Мянник Р.К. являлась руководителем пресс службы. 
С января 1996 года по декабрь 1998 года работала в легендарной передаче «Акулы пера» телеканала «ТВ-6 Москва» Московской независимой вещательной корпорации (МНВК).
С 1998 по 1999 год была ведущей программы «Акулы политпера» (в прямом эфире) по приглашению директора канала «ТВ-6 Москва» Ивана Демидова.
С 11 апреля 2015 года по 14 февраля 2016 года — соведущая телепередачи Андрея Малахова «Барахолка» («Первый канал»).
В 2001 году окончила РАТИ ГИТИС. С 1998 работает в спектаклях театра «Фабрика театральных событий», под руководством Михаила Горевого. «Мыши и люди» — главная женская роль
«Жена Кудряша», «Последний Дон Жуан» — главная женская роль «Донна Анна» и «Маркиза Де’Тариф», «Черта» — главная женская роль «Молли». Спектакль «Черта» получил Российскую театральную премия «Чайка» в номинации «Некоторые любят погорячее». С 2011 года играет спектакль «Жестокий урок».
В июне 2001 на государственном экзамене по актёрскому мастерству в ГИТИСе получила приглашение от народного артиста СССР Вячеслава Анатольевича Шалевича на главную женскую роль «Анри-Генриетты» в спектакле «Три возраста Казановы» (по пьесе Марины Цветаевой) в театре Р. Симонова. Играла в этом спектакле до 2004 года.
В 2007 году Р. Мянник озвучила аудидиокнигу романа культового писателя Владимира Сорокина «День опричника», вышедшую в издательстве «ЛитРес», совместно с автором В. Сорокиным, артистами Михаилом Ефремовым, Александром Ф. Скляром и др. Режиссёр  радиоспектакля — Михаил Горевой.
С января 2004 года играла в «Театре Луны» под руководством С. Проханова («Эдит Пиаф», роль Марлен Дитрих).
В 2005— по настоящее время в Театре центра Высоцкого играла в спектакле «Райские яблоки» роль Жены Высоцкого.
С февраля 2019 года по настоящее время играет в спектакле
«Синдром счастья, или Ложь по контракту»
по мотивам пьесы Ив Жамиака «Месье Амилькар, или Человек, который платит» главную женскую роль "Элеонора Де Голль".
В 2018 году была главной героиней программы «Пусть говорят» с Андреем Малаховым на канале «Россия», где впервые рассказа о трагедии, связанной с гибелью  мужа  Георгия Новикова . 
С сентября 2019 года по январь 2022 года работала педагогом по актёрскому мастерству в МГХУ им. Л. М. Лавровского и в КМТИ им. Г. П. Вишневской.
В 2021 году была главной героиней программы «Секрет на миллион» на канале НТВ. 
С 2018 года является официальным попечителем Благотворительного фонда Оксаны Федоровой «Спешите делать добро».
До августа 2020 года имела свой благотворительный проект «Добрый день», помогающий медицинским работникам детских больниц, работающих с благотворительными фондами.

## Личная жизнь
Официальные браки:
- Первый муж — Сергей Алексеевич Мянник, врач-уролог, кандидат медицинских наук. Родился в Москве 14.02.1963 г. Жили с 1988 года. Были в браке 1997—2006 г. От этого брака двое сыновей — Степан (1994) и Никита (1995). Живут в Англии с 2010 года.
- Второй муж (2005—2015) — юрист Георгий Сергеевич Новиков. Родился в Москве 11.10.1977 года. Закончил юридический факультет Университет нефти и газа им. Губкина. Поженились в декабре 2006 года. Убит 13 ноября 2015 года[2]).
- Третий муж — промышленник и предприниматель Свирский Павел Михайлович. Родился в Москве 14.07.1970 г.р. Окончил с отличием физический факультет МГУ. Знакомы с 1996 года. Поженились в июне 2022 г.

## Фильмография
- 2002 — О`кей, или Дело в шляпе — «Крошка Сью», подружка «Ржавого»
- 2003 — Каменская 3 (фильм № 2 «Когда боги смеются») — Ольга Плетнёва, любовница Романа Рубцова
- 2003 — Огнеборцы — Мухина, подруга Елены
- 2003 — Тёмная лошадка — Ольга, жена Коневского
- 2004 — Женщины в игре без правил — Катя, жена Бориса Кулачева
- 2004 — Москва. Центральный округ 2 — Лика, подруга Якушонка
- 2004 — Красная площадь — Анна Финштейн
- 2004 — Дорогая Маша Березина — Наталья Аркадьевна
- 2004 — Холостяки — Элла
- 2004 — Человек, который молчал —
- 2004 — Нежное чудовище — Джой Ламберти (Люся)
- 2005 — Бухта Филиппа (фильм № 2) — Катя (Екатерина Кирилловна), владелица яхты, москвичка, мать Лары
- 2005 — Дети Ванюхина — Ханна, аспирантка
- 2005 — Есенин — гувернантка (нет в титрах)
- 2005 — Мастер и Маргарита (Венгрия) — Маргарита
- 2005 — Дура — Лиза Тулина
- 2005 — Близкие люди — Елена, бывшая жена Степанова
- 2005 — Гражданин начальник 2 — Ирина Сергеевна Полянская, сотрудник Генеральной прокуратуры РФ, эксперт по экономике
- 2006 — В ритме танго — Рита
- 2006 — Всё включено — Вера, художник, жена Карташева
- 2006 — Гражданин начальник 3 — Ирина Сергеевна Полянская
- 2006 — Снежная королева — Елена
- 2006 — Пять минут до метро — Марго Самойлова
- 2006 — Нас не догонишь — Шерри, невеста Уэйна
- 2007 — Держи меня крепче — Татьяна Корсакова, мать Бориса и Марии
- 2007 — Вечерняя сказка — Регина, бывшая жена Антона, мать Даниила
- 2007 — Личная жизнь доктора Селивановой — Вика
- 2007 — Опасная связь —
- 2008 — Крем — Анжелина Гордон, актриса, бывшая жена Антона
- 2008 — Одинокий ангел (фильм) — Ангелина Чижова
- 2008 — Кардиограмма любви — Виктория Краснопольская, актриса
- 2009 — Снег тает не всегда... —
- 2010 — Дом у большой реки — Инга Красавина
- 2010 — Классные игры — Лена
- 2011 — Моя новая жизнь — Рита, подруга Славы
- 2013 — Позднее раскаяние — Мила Арсеньева, мать Киры
- 2013 — Перелётные птицы — Таня Гудимова
- 2014 — Отмена всех ограничений — Алла Горжецкая, владелица модельного агентства «Гордиум»
- 2015 — Лондонград — Жанна Брикман, жена адвоката, бывшая модель и начинающая киноактриса
- 2018 — Сиделка — Ольга Семёновна Шубина, жена бизнесмена
- 2023 —  У людей так бывает  —  Влюбленная  героиня